# Wolfgang Nossen
Wolfgang Nossen (geboren 9. Februar 1931 in Breslau; gestorben 16. Februar 2019 in Erfurt) war von 1996 bis 2012 Vorsitzender der Jüdischen Landesgemeinde Thüringen.
Wolfgang Nossen überlebte den Zweiten Weltkrieg in seiner Heimatstadt Breslau und übersiedelte bei Kriegsende nach Erfurt. Von 1948 bis 1977 lebte Nossen in Israel. Von 1995 bis 2012 war er Vorstandsmitglied der Jüdischen Landesgemeinde Thüringen, zeitweise als Vorstandsvorsitzender.

## Öffentliche Äußerungen
- Am 2. Dezember 2012 äußerte er sich zur politischen Stimmungslage in Thüringen, die bedenklich rechtslastig wurde:

„Derzeit scheint noch zu gelten: Der Feind ist links, rechts ist die ungezogene Verwandtschaft“

- Für eine Veröffentlichung des Prager-Haus e.V. Apolda schrieb er am 21. März 2015 eine Rezension des Buches von Peter Franz, das als Nr. 1 der „Apoldaer Judengeschichten“ herausgebracht wurde: „Die Gewieften. Elfriede und ihr Sohn tricksen die Nazis aus“, Apolda 2015, ISBN 3-935275-37-4[2]

## Ehrungen
Am 26. November 2011 wurde Wolfgang Nossen der Verdienstorden des Freistaats Thüringen verliehen. Seit 2022 ist der Verbindungsweg zwischen der Cyriakstraße und der Alfred-Hess-Straße in Erfurt nach ihm benannt.